# UCI Asia Tour
Az UCI Asia Tour egy országúti kerékpáros versenysorozat, melyet a Nemzetközi Kerékpáros Szövetség (UCI) rendez meg 2005 óta. Az UCI Continental Circuits része. A versenyek a rangsorban a ProTour alatt helyezkednek el, tulajdonképpen ez az országúti kerékpársport "másodosztálya" Ázsiában.

## Csapatok
Az UCI ProTour 2005-ös megalakulása óta a korábbi GSII-es csapatokat profi kontinentálisnak, míg a korábbi GSIII-as csapatokat kontinentálisnak hívják.
Profi kontinentális csapatok
| UCI-kód | Hivatalos név                    | Ország |
| ------- | -------------------------------- | ------ |
| CHA     | Champion System Pro Cycling Team | CHN    |

Kontinentális csapatok
| UCI-kód | Hivatalos név                           | Ország |
| ------- | --------------------------------------- | ------ |
| SLY     | China 361° Cycling Team                 | CHN    |
| GTC     | Gan Su Sports Lottery                   | CHN    |
| HEN     | Hengxiang Cycling Team                  | CHN    |
| HBR     | Holy Brother Cycling Team               | CHN    |
| MSS     | Max Success Sports                      | CHN    |
| TYD     | Qinghai Tianyoude Cycling Team          | CHN    |
| AZC     | Azad University Cross Team              | IRN    |
| MSK     | Mes–Kerman                              | IRN    |
| TPT     | Tabriz Petrochemical Cycling Team       | IRN    |
| AS2     | Continental Team Astana                 | KAZ    |
| AIS     | Aisan Racing Team                       | JPN    |
| BGT     | Bridgestone Anchor                      | JPN    |
| CSZ     | Cannondale–SpaceZeroPoint               | JPN    |
| MTR     | Matrix Powertag                         | JPN    |
| SMN     | Shimano Racing Team                     | JPN    |
| PPO     | Team Nippo                              | JPN    |
| UKO     | Team Ukyo                               | JPN    |
| BLZ     | Utsunomiya Blitzen                      | JPN    |
| GGC     | Geumsan Ginseng Cello                   | KOR    |
| KSP     | KSPO                                    | KOR    |
| SCT     | Seoul Cycling Team                      | KOR    |
| TSI     | OCBC Singapore Continental Cycling Team | SIN    |
| TSG     | Terengganu Pro Asia Cycling Team        | MAS    |
| ACT     | Action Cycling Team                     | TWN    |
| RTS     | RTS Racing Team                         | TWN    |
| TSM     | Team Senter–Merida                      | TWN    |

## Korábbi győztesek
| Év        | Egyéni győztes Név | Egyéni győztes Ország | Egyéni győztes Csapat             | Nemzetek győztese | Csapatverseny győztese            |
| --------- | ------------------ | --------------------- | --------------------------------- | ----------------- | --------------------------------- |
| 2004–2005 | Andrej Mizurov     | KAZ                   | Cycling Team Capec                | KAZ               | Giant Asia Racing Team            |
| 2005–2006 | Ghader Mizbani     | IRN                   | Giant Asia Racing Team            | IRN               | Giant Asia Racing Team            |
| 2006–2007 | Hossein Askari     | IRN                   | Giant Asia Racing Team            | IRN               | Giant Asia Racing Team            |
| 2007–2008 | Hossein Askari     | IRN                   | Tabriz Petrochemical Cycling Team | JPN               | Tabriz Petrochemical Cycling Team |
| 2008–2009 | Ghader Mizbani     | IRN                   | Tabriz Petrochemical Cycling Team | KAZ               | Tabriz Petrochemical Cycling Team |
| 2009–2010 | Mehdi Sohrabi      | IRN                   | Tabriz Petrochemical Cycling Team | IRN               | Tabriz Petrochemical Cycling Team |
| 2010–2011 | Mehdi Sohrabi      | IRN                   | Tabriz Petrochemical Cycling Team | IRN               | Tabriz Petrochemical Cycling Team |
| 2011–2012 | Hossein Alizadeh   | IRN                   | Tabriz Petrochemical Cycling Team | IRN               | Terengganu Cycling Team           |
| 2012–2013 |                    |                       |                                   |                   |                                   |